# Lamar (Colorado)
Lamar és una població dels Estats Units, seu del comtat de Prowers, a l'estat de Colorado. Segons el cens del 2000 tenia 8.869 habitants.

## Demografia
Segons el cens del 2000, Lamar tenia 8.869 habitants, 3.324 habitatges, i 2.247 famílies. La densitat de població era de 809,5 habitants per km².
Per edats la població es repartia de la següent manera: un 29,1% tenia menys de 18 anys, un 12,1% entre 18 i 24, un 26,1% entre 25 i 44, un 19,5% de 45 a 60 i un 13,1% 65 anys o més.
L'edat mediana era de 31 anys. Per cada 100 dones de 18 o més anys hi havia 95,8 homes.
La renda mediana per habitatge era de 28.660 $ i la renda mediana per família de 32.560 $. Els homes tenien una renda mediana de 24.145 $ mentre que les dones 20.133 $. La renda per capita de la població era de 13.900 $. Entorn del 14,4% de les famílies i el 19,7% de la població estaven per davall del llindar de pobresa.

## Poblacions més properes
El següent diagrama mostra les poblacions més properes.